# Stasina
Stasina là một chi nhện trong họ Sparassidae.